# Estación de Alte Donau
La estación de Alte Donau es una estación de la línea 1 del metro de Viena. Se encuentra en el distrito XXII. Abrió sus puertas el 3 de septiembre de 1982. Conecta con las líneas de autobús 20B y 21B (esta última sólo opera de mayo a septiembre).
- Datos: Q2465673
- Multimedia: Alte Donau metro station / Q2465673